# Dick Glasser
Richard Eugene “Dick” Glasser (* möglicherweise 8. Dezember 1933 in Canton, Ohio; † 10. Juli 2000 in Thousand Oaks, Kalifornien), auch bekannt unter dem Pseudonym Dick Lory, war ein US-amerikanischer Rock-’n’-Roll-Musiker und Songwriter.

## Leben

### Kindheit und Jugend
Für Geburtsdatum und Geburtsort Dick Glassers gibt es verschiedene Angaben, einigen Quellen zufolge soll er 1933 in Canton, Ohio geboren sein, anderen Quellen nach 1936 in Virginia.
Schon früh lernte Glasser Gitarre spielen. Seine drei Brüder waren ebenfalls sehr musikalisch. Als Jugendlicher gewann er einen Talentwettbewerb und hatte anschließend eine morgendliche 15-minütige Radioshow. 1953 wurde Glasser in die Navy einberufen.

### Karriere
Nach seiner Entlassung 1955 begann er, Songs zu schreiben. Es war die Zeit, als der Rock ’n’ Roll seinen Siegeszug antrat. Sein Lied Angels In The Sky wurde in der Version der Band The Crew Cuts ein Hit. Anfang 1956 begann seine erfolgreiche Arbeit mit dem Country-Sänger Pee Wee King. King hatte nach einem jungen Sänger gesucht, der sein an die junge Generation orientiertes Material aufnahm. Mit Kings Band spielte Glasser die Stücke Ballroom Baby, Catty Town, Hoot Scoot und Absolutely Posetively ein, die bei RCA Victor veröffentlicht wurden. Die erfolgreichen Platten zogen die Aufmerksamkeit des Plattenlabel-Angestellten Randy Woods an. Woods arbeitete bei der Plattenfirma Dot Records, die Glasser unter Vertrag nahm. Als „Dick Lory“ nahm er seinen Song Ballroom Baby neu auf, der bei Dot herausgebracht wurde.
Unterdessen konnte Glasser als Songschreiber weiterhin Erfolge verbuchen. Er schrieb unter anderem Hits für Gene Vincent (I Got It), Janis Martin (All Right Baby) und Dale Hawkins (Baby Baby). Bei einem Sublabel der Chess Records nahm Glasser 1957 dann wieder unter seinem normalen Namen auf. In den nächsten Jahren war er bei verschiedenen Labels unter Vertrag, wie bei den Columbia Records ab 1958 und einem kurzen Aufenthalt bei Silver Records. Seine drei Brüder Ted, Jerry und Bob hatten ebenfalls eine Karriere als Musiker gestartet und traten als The Three G‘s auf. Hin und wieder begleitete Glasser seine Brüder auf ihren Aufnahmen an der Gitarre. Bei den Liberty Records konnte Glasser seinen ersten und wohl einzigen richtigen Hit in Australien landen. Ab 1964 zog Glasser sich aus dem aktiven Musikgeschäft zurück, stattdessen arbeitete er die nächsten Jahre als Produzent. Er produzierte unter anderem Duane Eddys Hit Niki Hoeky. In den nächsten Jahren war er tätig als Produzent bei den Dobson Records und als A&R-Manager bei Warner Bros. Records.
Dick Glasser verstarb 2000 an Lungenkrebs.

## Diskografie
| Jahr     | Titel | Plattenfirma         |
| -------- | --- | -------------------- |
| 1956     | Angles In The Sky / Is It Too Late?                                                                                 | Triple A Records     |
| 1956     | Catty Town / Hoot Scoot (mit Pee Wee King)                                                                          | RCA Victor           |
| 1956     | Ballroom Baby / Absolutely Posetively (mit Pee Wee King)                                                            | RCA Victor           |
| 1956     | Midnight To Daylight / Everything But You                                                                           | Dot Records          |
| 1956     | Ballroom Baby / Cool It, Baby                                                                                       | Dot Records          |
| 1957     | Crazy Love / Love Me                                                                                                | Argo Records         |
| 1957     | Make Believe Wedding Bells / Go Along Baby                                                                          | Argo Records         |
| 1958     | Baby Bye Bye / Foolish Tears                                                                                        | Argo Records         |
| 1958     | Wild-Blooded Woman / No One But You Knows When                                                                      | Columbia Records     |
| 1958     | Crazy Little Daisy / Don’t Be A Fool For Love                                                                       | Columbia Records     |
| 1959     | Angles In The Sky / Get Behind Me                                                                                   | Columbia Records     |
| 1959     | Gone Is My Love / Heartaches Over You                                                                               | Columbia Records     |
| 1959     | Crazy Alligator / That’s What I’m Gonna Do                                                                          | Columbia Records     |
| 1960     | Throw Another Log On The Fire Sweet Maple / Lovelight                                                               | Columbia Records     |
| 1960     | Jeannie’s Bikini / Leave Me Along (And Let Me Cry)                                                                  | Columbia Records     |
| 1960     | Lover’s Dreamland / Time Can Change                                                                                 | Columbia Records     |
| 1961     | Terri / To Be A Girl That’s Noticed                                                                                 | Silver Records       |
| 1961 (?) | My Last Date / Broken Hearted                                                                                       | Liberty Records      |
| 1961     | The Pain Is Here / You                                                                                              | Liberty Records      |
| 1961     | City Of Love / Hello Walls                                                                                          | Liberty Records      |
| 1962     | The Pain Is Here / Handsome Guy                                                                                     | Liberty Records      |
| 1963     | Welcome Home Again / I Got Over You                                                                                 | Liberty Records      |
| 1963     | Crazy Arms / There’s Gonna Be A Fight                                                                               | Liberty Records      |
| 1964     | I Will / I Catch Myself Crying                                                                                      | Liberty Records      |
|          | - Be-Bop Baby - Be-Boppin’ Doll - Can’t Get You Off My Mind - Losin’ The Blues - Rock And Roll Blues - Teenage Doll | nicht veröffentlicht |